# علي بن مديش بجوي
علي بن مديش بجوي قاضي وعضو مجلس الشورى السعودي، هو علي بن مديش بن علي بجوي، من مواليد قرية الجاضع الوقعة شرق محافظة صامطة، نشأ بجوي في حجر والده شيخ شمل قبيلة بني شبيل إحدى قبائل منطقة جازان، وفرغه للدراسة من الصغر، إذ التحق بالمعهد العلمي بصامطة وحصل منه على الشهادة المتوسطة والثانوية، ثم واصل دراسته الجامعية فالتحق بكلية الشريعة في جامعة الإمام محمد بن سعود الإسلامية بالرياض فدرس بها على مجموعة من العلماء منهم : صالح العلي الناصر وحمود العقلا ومناع بن خليل قطان، حتى نال الشهادة الجامعية عام 1385 هـ، وكانت إدارة الكلية الشريعة آنذاك قد اختارته ليتولى منصب القضاء لتوفر شروط القاضي فيه فعين قاضيا بمحكمة جازان ثم لرئيسا لمحاكم منطقة جازان مدة تزيد عن خمس عشرة سنة، ثم انتقل إلى محكمة مكة المكرمة بدرجة قاضي تمييز، ثم مستشارا لوزارة العدل، وقد عين عضو في مجلس الشورى السعودي في أول تشكيل للمجلس عام 1412 هـ.

## وفاته
عانى الشيخ علي بجوي في آخر حياته من مشاكل صحية، مما حدى بنقله إلى جمهورية ألمانيا الإتحادية لاستكمال العلاج هناك، وبعد معاناه طويلة مع المرض توفي بجوي بأحد مستشفيات ألمانيا في يوم السبت الرابع عشر من شهر رجب عام 1431 هـ الموافق السادس والعشرين من شهر يونيو عام 2010، ونقل جثمانه إلى المملكة العربية السعودية يوم الاثنين، وصلي علية في المسجد الحرام بمكة المكرمة وبها دفن.